# 三宅貞彦
三宅 貞彦（みやけ さだひこ、1891年（明治24年）3月18日 - 1956年（昭和31年）10月22日）は、日本陸軍の軍人。最終階級は陸軍少将。

## 経歴
岡山県出身。1912年（明治45年）5月、陸軍士官学校（24期）を卒業。同年12月、歩兵少尉に任官。
1939年（昭和14年）3月、歩兵大佐に昇進し、第116師団兵器部長に就任。支那事変に出征。1940年（昭和15年）4月、歩兵第80連隊長に転じ朝鮮に赴任。1943年（昭和18年）1月、東部ニューギニアに派遣され、ニューギニアの戦いに参戦。
1944年（昭和19年）3月、陸軍少将に進級。岡山連隊区司令官への転補を発令されたが、内地帰還の方途がなくニューギニアに留まり、同年5月、第20師団長心得に発令された中井増太郎少将の後任として第20歩兵団長に任命された。オーストラリア軍と戦闘を交える中、アリスで終戦を迎えた。
1947年（昭和22年）11月28日、公職追放仮指定を受けた。

## 栄典
- 1913年（大正2年）2月20日 - 正八位[3]